# Parkers Prairie (Minnesota)
Parkers Prairie est une ville américaine située dans le Comté d'Otter Tail, dans le Minnesota. Selon le recensement de 2010, sa population est de 1 011 habitants.